# Бејнбриџ (Индијана)
Бејнбриџ (енгл. Bainbridge) град је у америчкој савезној држави Индијана.

## Демографија
По попису из 2010. године број становника је 746, што је 3 (0,4%) становника више него 2000. године.
| Група             | 2000.       | 2010.       |
| Белци             | 730 (98,3%) | 732 (98,1%) |
| Афроамериканци    | 2 (0,3%)    | 0 (0,0%)    |
| Азијати           | 3 (0,4%)    | 3 (0,4%)    |
| Хиспаноамериканци | 6 (0,8%)    | 1 (0,1%)    |
| Укупно            | 743         | 746         |